# Raymond Griffith
Raymond Griffith (Boston, 23 gennaio 1895 – Los Angeles, 25 novembre 1957) è stato un attore, produttore cinematografico e sceneggiatore statunitense.

## Filmografia parziale

### Attore
- A Dash of Courage, regia di Charley Chase (1916)
- An Aerial Joy Ride, regia di Charles Reed (1917)
- His Busy Day (1917)
- His Double Life, regia di Harry Edwards (1918)
- La regina delle follie (The Follies Girl), regia di John Francis Dillon (1919)
- Fools First, regia di Marshall Neilan (1922)
- Souls for Sale, regia di Rupert Hughes (1923)
- The Eternal Three, regia di Marshall Neilan e Frank Urson (1923)
- The Day of Faith, regia di Tod Browning (1923)
- White Tiger, regia di Tod Browning (1923)
- The Dawn of a Tomorrow, regia di George Melford (1924)
- Nellie, la bella modista (Nellie, the Beautiful Cloak Model), regia di Emmett J. Flynn (1924)
- Changing Husbands, regia di Paul Iribe e Frank Urson (1924)
- Lily of the Dust, regia di Dimitri Buchowetzki (1924)
- Open All Night, regia di Paul Bern (1924)
- Il club degli scapoli (The Night Club), regia di Paul Iribe e Frank Urson (1925)
- Il figlio di papà (A Regular Fellow), regia di A. Edward Sutherland (1925)
- Hands Up!, regia di Clarence G. Badger (1926)
- Wet Paint, regia di Arthur Rosson (1926)
- You'd Be Surprised, regia di Arthur Rosson (1926)
- L'affare Manderson (Trent's Last Case), regia di Howard Hawks (1929)
- All'ovest niente di nuovo (All Quiet on the Western Front), regia di Lewis Milestone (1930) - non accreditato

### Produttore/Coproduttore
- Ragazze per la città (Girls About Town) (1931)
- You Said a Mouthful (1932) - non accreditato
- Recluse (Ladies They Talk About) (1933) - non accreditato
- Baby Face (1933) - non accreditato
- Broadway Thru a Keyhole (1933)
- Blood Money (1933)
- Rinunzie (Gallant Lady) (1933)
- La moglie è un'altra cosa (Moulin Rouge) (1934)
- La casa dei Rothschild (The House of Rothschild) (1934)
- The Last Gentleman (1934)
- Un'ombra nella nebbia (Bulldog Drummond Strikes Back) (1934)
- Gli amori di Benvenuto Cellini (The Affairs of Cellini) (1934)
- Il conquistatore dell'India (Clive of India) (1935)
- Folies Bergère de Paris (1935)
- Il sergente di ferro (Les Miserables) (1935)
- Il cardinale Richelieu (Cardinal Richelieu) (1935)
- Il richiamo della foresta (Call of the Wild) (1935)
- Messaggio segreto (A Message to Garcia) (1936)
- Sotto due bandiere (Under Two Flags) (1936)
- Difendo il mio amore (Private Number) (1936)
- Una povera bimba milionaria (The Poor Little Rich Girl) (1936) - non accreditato
- Turbine bianco (One in a Million) (1936)
- Settimo cielo (Seventh Heaven) (1937)
- Scandalo al Grand Hotel (Thin Ice) (1937)
- Baci sotto zero (Fifty Roads to Town) (1937)
- Zoccoletti olandesi (Heidi) (1937)
- Rondine senza nido (Rebecca of Sunnybrook Farm) (1938)
- Three Blind Mice (1938)
- D'Artagnan e i tre moschettieri (The Three Musketeers) (1939)
- Hotel for Women (1939)
- La più grande avventura (Drums Along the Mohawk) (1939)
- Moglie di giorno (Day-Time Wife) (1939)
- I ribelli del porto (Little Old New York) (1940)
- Il segno di Zorro (The Mark of Zorro) (1940) - non accreditato

### Sceneggiatore
- Down on the Farm (1920)
- L'idolo del villaggio (A Small Town Idol) (1921)
- The Crossroads of New York (1922)
- Il signore delle nuvole (Going Up) (1923)
- Never Say Die (1924) - storia
- Ragazze per la città (Girls About Town) (1931)